# Abbatucci
Abbatucci is een oud-adellijk Frans geslacht uit Corsica.

## Geschiedenis
De familie Abbatucci is afkomstig uit Zicavo op Corsica en heeft een bewezen stamreeks die teruggaat tot in de 16e eeuw. Oude adel werd bevestigd door het Hooggerechtshof van Corsica in 1773.
In 2007 leefde volgens Valette nog een mannelijke afstammeling. In 1992 onderscheidde L'ordre de la noblesse het hoofd van de oudste tak (wonend in Zicavo) en die van de jongste tak (wonend in Sartène).

## Enkele telgen
Jacques-Pierre Abbatucci (1726-1813), veldmaarschalk
- Jean-Charles Abbatucci (1770-1796), generaal
  - Jacques-Pierre Abbatucci (1791-1857), Frans minister van Justitie in de regering-Bonaparte III
    - Jean-Charles Abbatucci (1815-1885), lid van de Assemblée Nationale
    - Antoine-Dominique Abbatucci (1818-1878), generaal, Commandeur in het Legioen van Eer
    - Séverin-Paul Abbatucci (1821-1888), gedeputeerde van Corsica
- Charles Abbatucci (1771-1796), brigadegeneraal

## Afbeeldingen

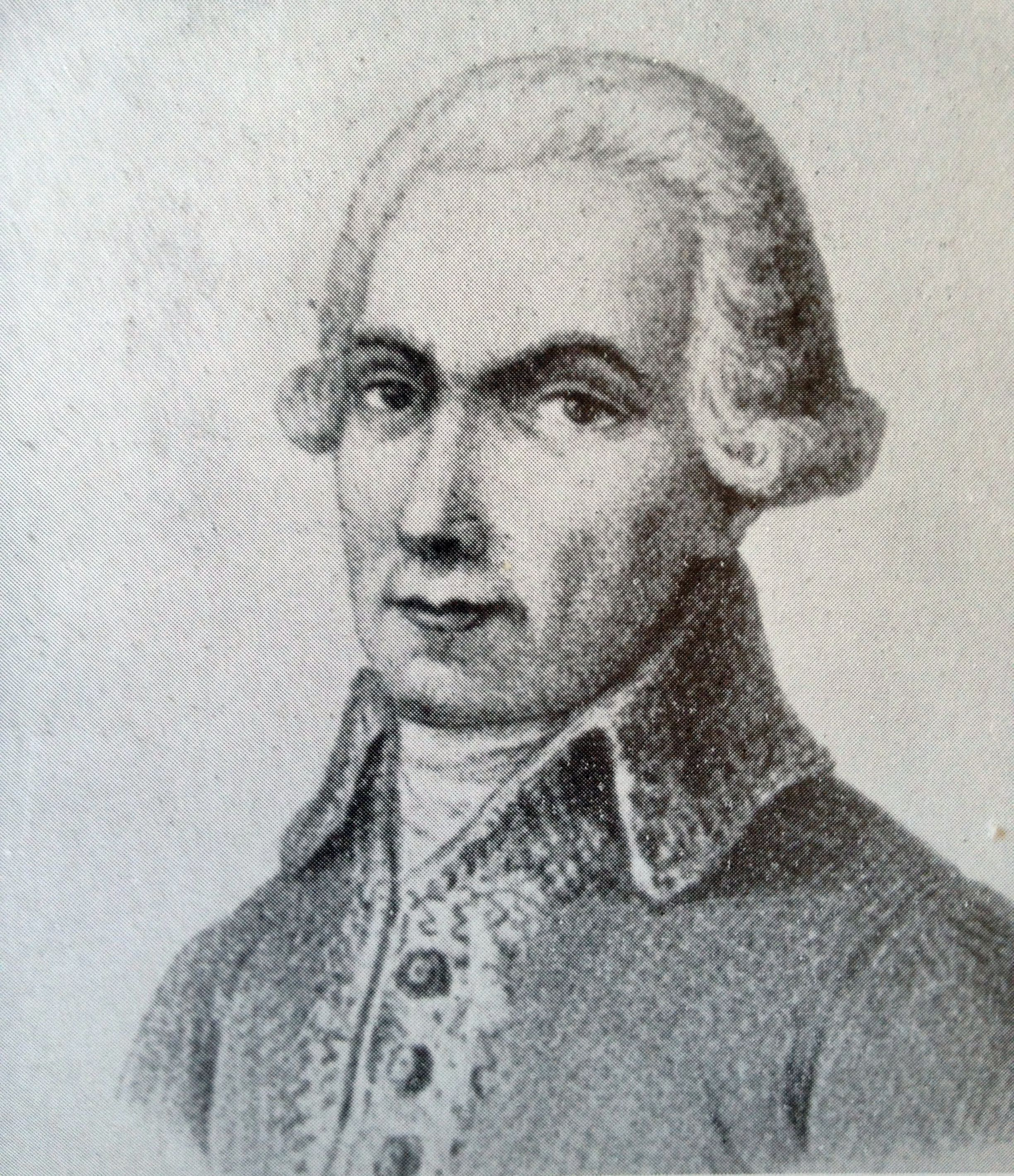
Jacques-Pierre Abbatucci (1726-1813)
Jean-Charles Abbatucci (1770-1796)
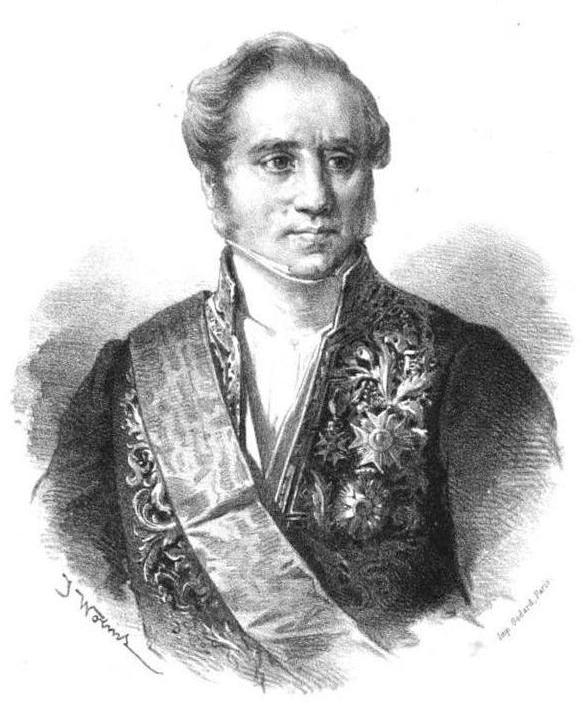
Jacques Pierre Abbatucci (1791-1857)
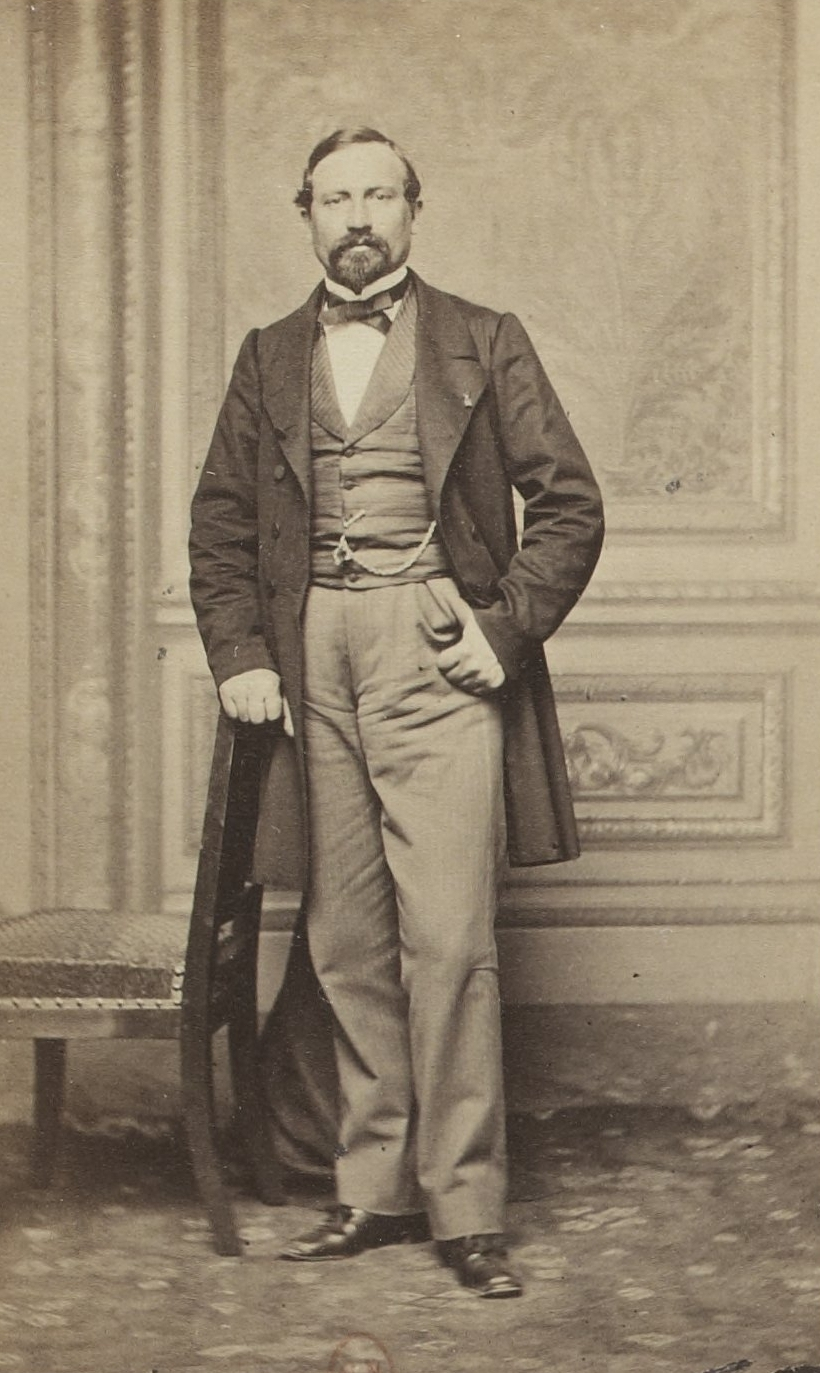
Séverin Paul Abbatucci (1821-1888)